# 거창고등학교
거창고등학교(居昌高等學校)는 대한민국 경상남도 거창군 거창읍 중앙리에 있는 사립 고등학교이다.

## 학교 연혁
- 1953년 6월 16일 : 거창고등학교 설립 인가
- 1956년 3월 15일 : 전영창 교장 선생 취임
- 1965년 5월 15일 : 부속농장 (42만m2) 구입
- 1973년 1월 23일 : 교사신축 (본관 2,478m2, 강당 358m2)
- 1990년 3월 2일 : 학생 식당 신축(658m2, 240석)
- 2004년 6월 7일 : 농어촌 자율학교 지정
- 2004년 12월 11일 : 도서관 개관
- 2009년 2월 11일 : 여자 기숙사 준공 (3층 1,385m2)
- 2021년 3월 1일 : 제10대 교장 김예진 선생 취임
- 2022년 2월 10일 : 제69회 졸업식(92명, 10,215명)

## 참고 자료
- 거창고등학교 - 한국교육학술정보원 학교알리미